# Pancho Campo
Francisco Armando Campo Carrasco, noto come Pancho Campo (Santiago del Cile, 13 settembre 1961), è un enologo e imprenditore cileno naturalizzato spagnolo, presidente e fondatore della Wine Academy of Spain. È stato anche il primo Master of Wine di nazionalità spagnola, carica da cui in seguito si è dimesso.

## Biografia
Nel 1977 si è trasferito in Spagna con la sua famiglia. Nel 1980, ha cominciato i suoi studi di medicina, conciliando lo studio con l'attività sportiva. È stato tennista professionista e durante gli anni novanta ha ottenuto il titolo di allenatore di tennis ed ha lavorato con giocatori professionisti nell'ATP Tour, capitanando anche la squadra femminile di tennis cileno nei Giochi Olimpici di Barcellona 1992.
Nel campo dell'organizzazione di eventi, Campo ha organizzato, tra il 1997 ed il 2002, eventi come la Coppa Davis di tennis o concerti d'illustri artisti come Pink Floyd, Sting od Enrique Iglesias. Durante la sua attività di organizzatore di eventi a Dubai, Campo è stato indagato per presunte fróði ammontanti a 600.000 € per cui riceverà un mandato di arresto nel 2009.

### Carriera in campo vinicolo
Dopo la sua attività imprenditoriale come promotore, Campo ha iniziato la sua formazione nel settore del vino. Ha assistito a corsi di enologia, viticoltura e marketing presso l'Università della California dal 2005 al 2007. La sua formazione in Austria, Francia ed Inghilterra, tra diversi altri Paesi, l'ha portato a fondare, nel 2006, il Congresso Mondiale di Vino e Cambio Climatico per il quale ha potuto contare sulla partecipazione di rinomati personaggi del settore, scienziati e leader sociali come Al Gore. Difatti, Campo venne istruito personalmente dallo statunitense per entrare a far parte di The Climate Project, dal 2007 al 2008. L'avvicinamento di Campo al cambio climatico ed al settore del vino, gli è servito per essere considerato come uno dei pionieri per quanto riguarda lo studio e la promozione dell’impatto del cambio climatico sull'industria del vino. Inoltre, Pancho Campo ha ottenuto in questi anni una notevole rilevanza nella relazione tra l’industria vinicola ed il medio ambiente, secondo la rivista Drinks Business.
Nel 2006 ha fondato il programma di promozione internazionale del vino spagnolo conosciuto come Spanish Wine Education. Un programma che si dedica alla promozione dei vini spagnoli negli Stati Uniti, in Europa ed in Asia, con alle spalle oltre 75 seminari realizzati in più di 25 città.
Nel 2008, Campo ha ricevuto la massima categoria esistente nel settore del vino, convertendosi così nel primo Master of Wine di nazionalità spagnola ad ottenere questo titolo.
Nel 2009, Pancho Campo ha creato, partendo dalla Wine Academy of Spain, Winefuture-Rioja '09, un congresso vinicolo che ha riunito in Spagna leader del settore quali Robert Parker, Jancis Robinson, Mel Dick, Steven Spurrier. Oltre 1000 professionisti hanno assistito ad un congresso che è stato catalogato, da esperti come lo stesso Parker, Kevin Zraly e molti altri, come l’evento più importante nella storia del settore vinicolo.

### Problemi legali
Nel 2009 Pancho Campo è stato oggetto di un mandato di arresto partito da Dubai e ratificato dall'Interpol per una presunta frode. Campo si dimise dalla Spanish Wine Academy per potersi concentrare sulla propria difesa. L'anno seguente l'Interpol ritirò il mandato.
Nel 2011 Campo fu coinvolto in uno scandalo che lo costrinse a dimettersi da Master of Wine, dopo che l'institute of Masters of Wine aveva iniziato un'indagine sul suo conto. Campo ha dichiarato che si sarebbe temporaneamente allontanato dall'enologia.